# Équipe de Nouvelle-Zélande de netball

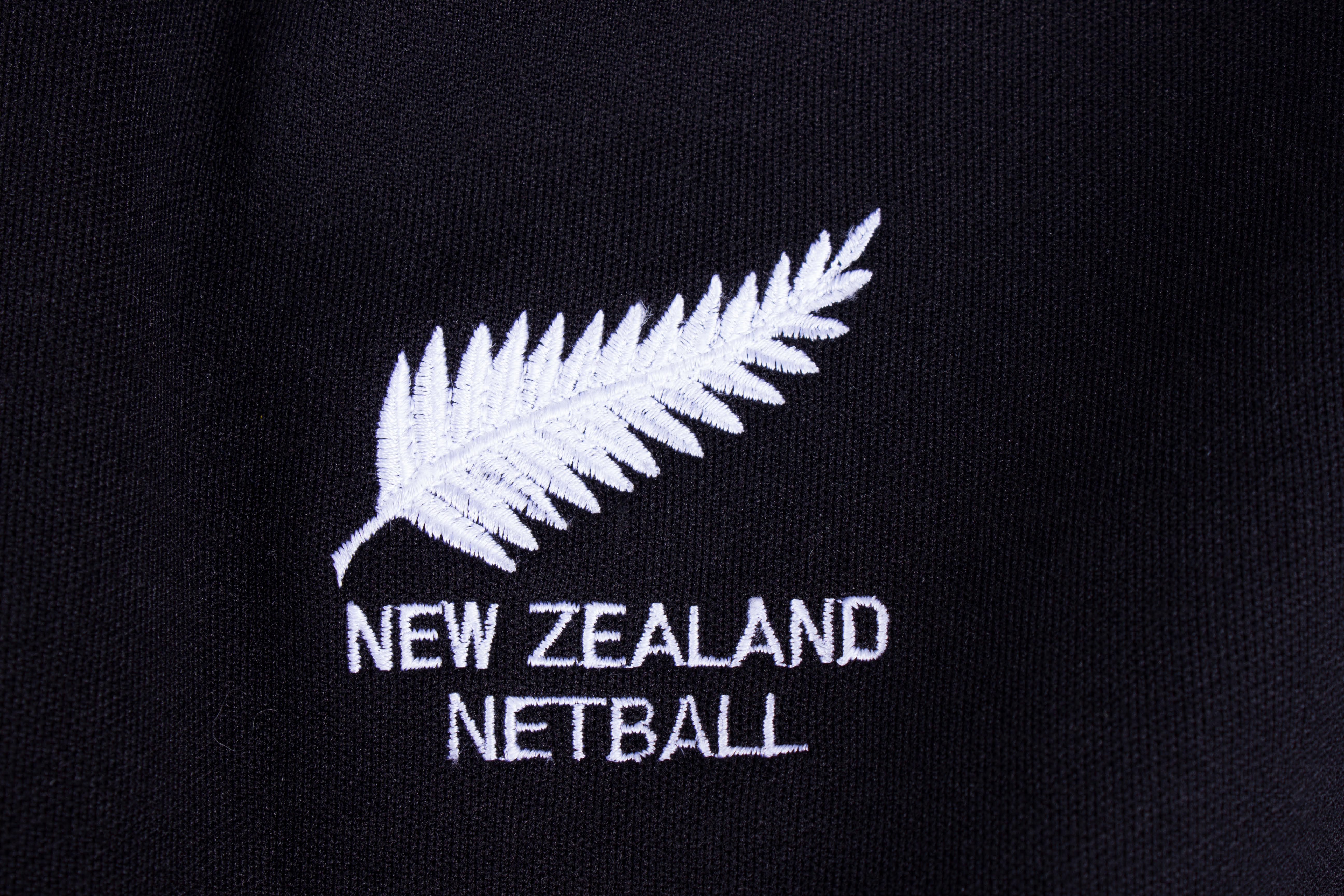
La fougère argentée (silver fern en anglais), symbole de l'équipe néo-zélandaise de netball.

L'équipe de Nouvelle-Zélande de netball est appelée Silver Ferns, du nom de la fougère argentée typiquement néo-zélandaise.
Avec l'Australie, le grand rival, elle est l'une des meilleures équipes de netball au monde. Elle remporte les jeux du Commonwealth en 2006, face à l'Australie, 60-55.
Les joueuses les plus capées sont Laura Langman (en) (163 matchs), Maria Folau (en) (150 matchs), et Irene van Dyk (145 matchs).